# Paula Daly
Pour les articles homonymes, voir Daly.
Paula Daly, née dans le Lancashire, en Angleterre, est une femme de lettres britannique, auteure de romans policiers.

## Biographie
Elle est physiothérapeute pendant plusieurs années avant de se consacrer entièrement à l'écriture.
En 2013, elle publie son premier roman, La Faute (Just What Kind of Mother Are You?). Avec son deuxième roman, Keep Your Friends Close, paru en 2014, elle est finaliste du Gold Dagger Award 2014.

## Œuvre

### Romans
- Just What Kind of Mother Are You? (2013) Publié en français sous le titre La Faute, Paris, Le Cherche midi, coll. « Thrillers », 2014  (ISBN 978-2-7491-3321-8) ; réédition, Paris, Pocket, coll. « Presses-Pocket » no 16019, 2015  (ISBN 978-2-266-25046-7)
- Keep Your Friends Close (2014)
- The Mistake I Made (2015)
- The Trophy Child (2017)
- Open Your Eyes (2018)
- Clear My Name (2019)

### Novellas
- No Remorse (2014)

## Prix et distinctions

### Nomination
- Gold Dagger Award 2014 pour Keep Your Friends Close[1]